# Törölölö
Törölölö è il quinto album da solista di Charlie Cinelli.
Esso è composto dai seguenti brani, tutti scritti ed interpretati dal cantautore di Sarezzo e provengono dalla commedia dialettale omonima, per la regia di Giorgio Galvani.

## Tracce
1. La Mèla - 5.07 (Charlie Cinelli)
2. Le Strie - 3.42 (Charlie Cinelli)
3. Paés - 4.59 (Charlie Cinelli)
4. La Monega - 3.57 (Charlie Cinelli)
5. Caalì - 5.05 (Charlie Cinelli)
6. Lönare - 4.43 (Charlie Cinelli)
7. L'Udùr dèl Fé - 3.37 (Charlie Cinelli)
8. La Gamba dora - 4.41 (Charlie Cinelli)
9. El Vé zò el Bubà del Rüc - 2.17 (Charlie Cinelli)
10. El Kramèr - 4.50 (Charlie Cinelli)
11. Mestér - 5.46 (Charlie Cinelli)